# Glis
Glis é um gênero monotípico de roedores, cuja única espécie é o arganaz ou leirão-cinzento (Glis glis), presente na Europa, dos Pirenéus à Rússia. Apesar do nome, não deve ser confundido com outros roedores também chamados de arganaz.